# Red Leicester

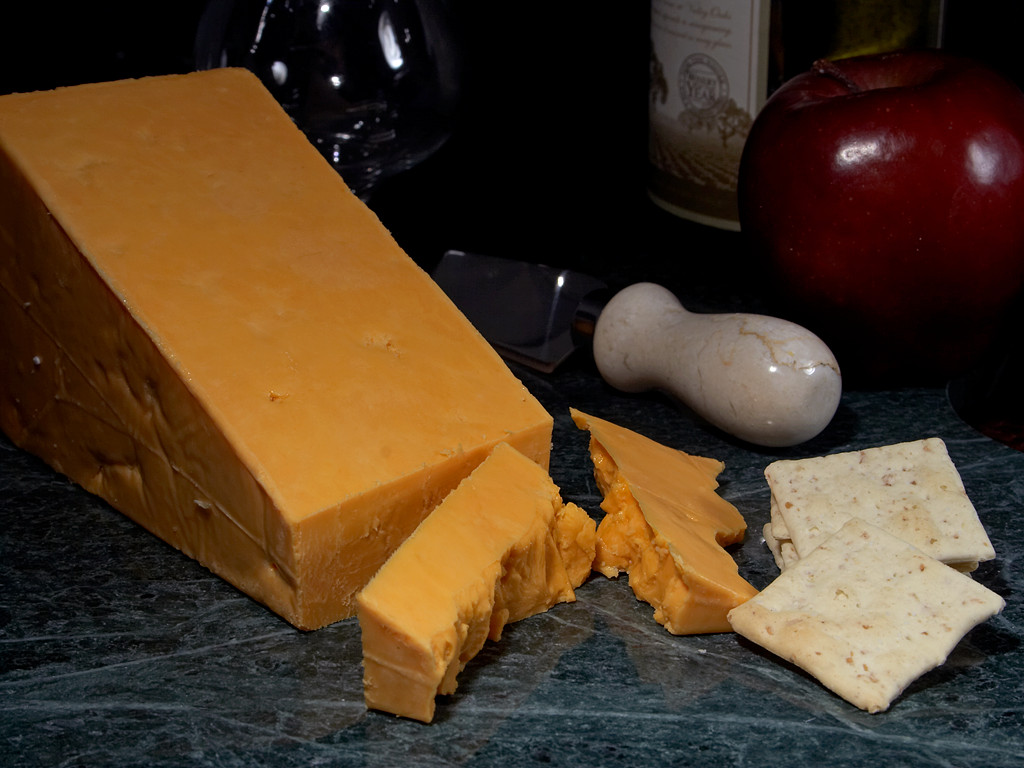
Red Leicester

Der Red Leicester [rɛd ˈlɛstə] (Anhörenⓘ) ist ein orange-roter Hartkäse aus England, ursprünglich aus der Region Leicestershire. Der Käse entspricht in seiner Herstellung dem typischen britischen Cheddar, seine intensive Färbung erhält er durch den Zusatz des natürlichen Farbstoffs Annatto.

## Geschichte und Herstellung
Die Großproduktion des Red Leicester in Großbritannien ist mindestens bis in das 18. Jahrhundert dokumentiert und er hat bis heute einen großen Marktanteil in Großbritannien. In den 1940er-Jahren, im Zweiten Weltkrieg, erhielt er den heutigen Namen Red Leicester, um ihn von blassen Varianten unterscheiden zu können.
Der Red Leicester wird als großer flacher, runder Käselaib aus Kuhmilch hergestellt und reift idealerweise 4 bis 5 oder nach anderen Quellen 8 bis 9 Monate. Ursprünglich wurde der Käse mit Möhrensaft gefärbt, später wurde dieser durch den heute noch genutzten natürlichen Farbstoff Annatto ersetzt.
Der Käse wird als Rad mit einem Durchmesser von 30 bis 34 oder traditionell 46 Zentimeter (Höhe 13 bzw. 18 Zentimeter) und einem Gewicht von 13 bis 18 Kilogramm hergestellt.

## Eigenschaften
Der Käse wird in der Regel rindenlos verkauft, besitzt jedoch eine dünne graubraune Naturrinde. Der Teig ist dicht, glatt und wächsern sowie offen ohne größere Löcher. Der Geschmack ist lieblich süß und nussig, der beim jungen Käse mild ist und später kräftiger wird. Er hat ca. 48 % Fett in der Trockenmasse.

## Kulinarik
Der Käse eignet sich besonders gut als Dessertkäse und schmeckt sehr gut auf Brot und zu Früchten oder Bier als traditionelle Beigabe. Er schmilzt gut und wird zudem gerne gerieben zum Überbacken, in Soßen und Suppen verwendet oder aufgrund seiner auffälligen Farbe für die Käseplatte genutzt.
Als Weinempfehlung wird für den Red Leicester ein feiner Rotwein mit wenig Gerbstoffen angeraten, beispielsweise ein deutscher Spätburgunder oder Dornfelder oder ein österreichischer Sankt Laurent. Alternativ wird ein opulenter Chardonnay aus dem Barrique empfohlen.

## Belege
1. 1 2 3 4 5 6  Juliett Harbutt (Hrsg.): Käse der Welt. Dorling Kindersley Verlag, München 2011, ISBN 978-3-8310-1733-1, S. 237.
2. 1 2 3 4 5 6 7 8 9 10  Birgit Engelmann, Peter Holler: Das Feinschmeckerhandbuch Käse. h.f. ullmann, Potsdam 2013, ISBN 978-3-8480-0478-2, S. 454.